# Thunder Power

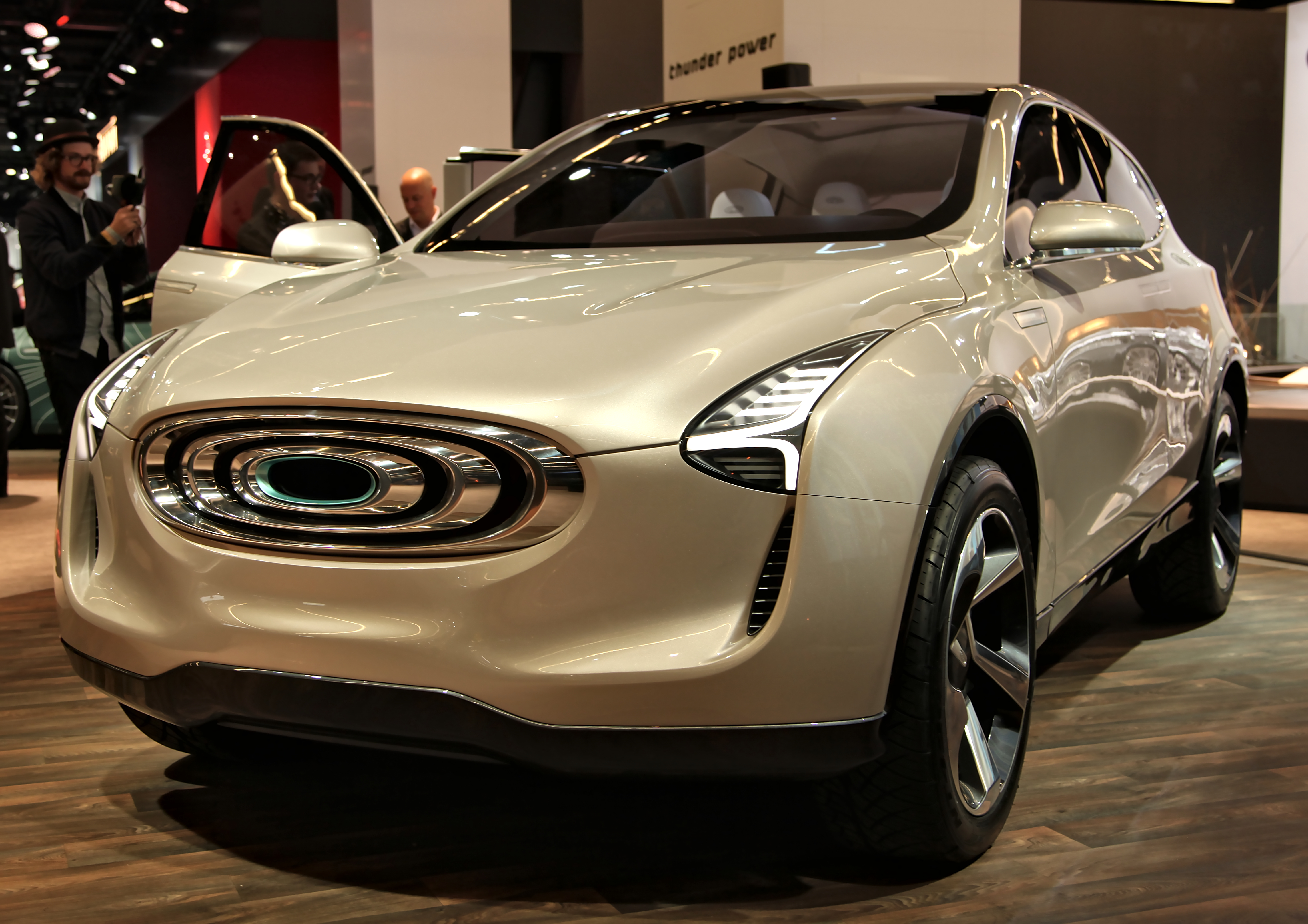
Thunder Power SUV

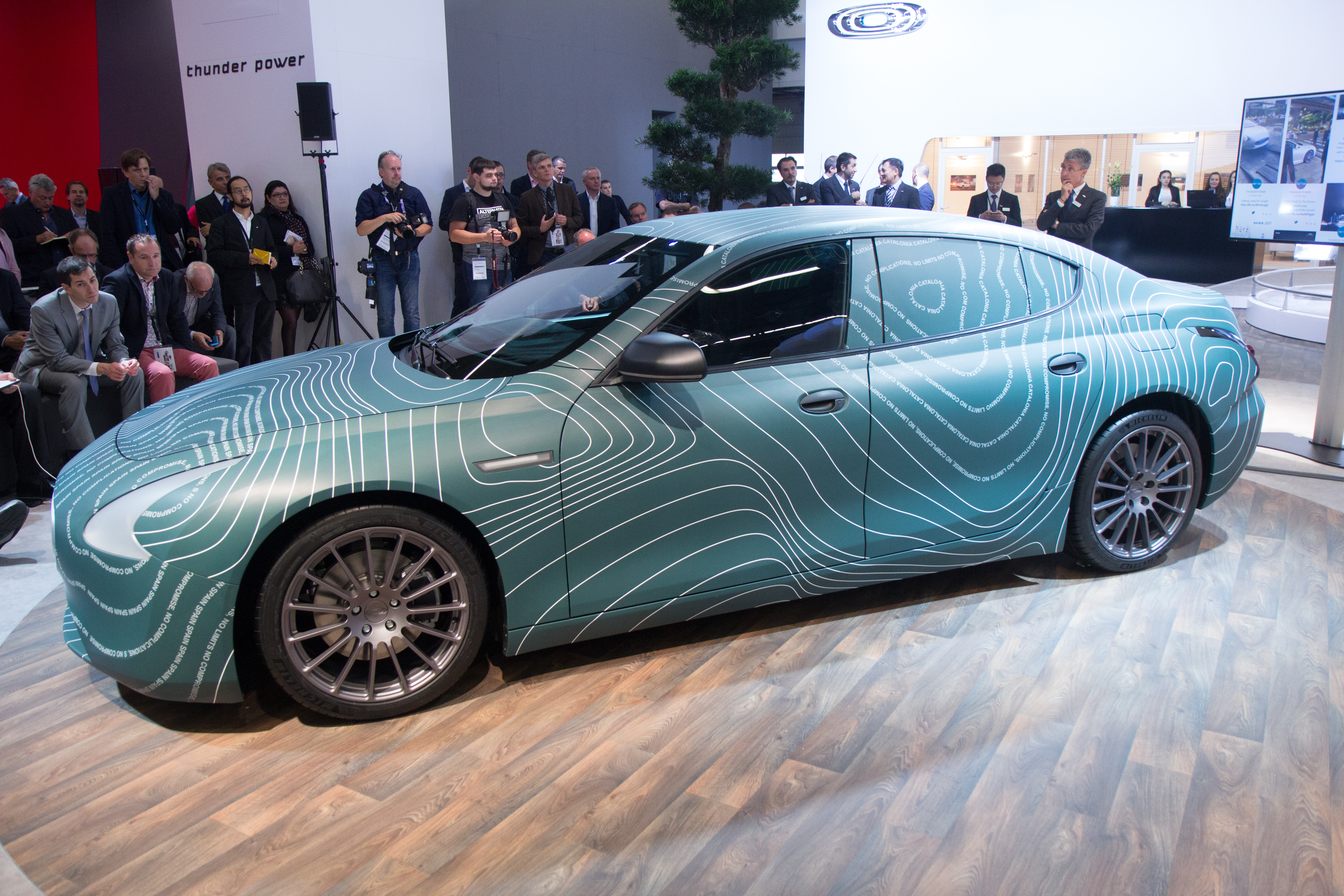
przedprodukcyjny Thunder Power

Thunder Power – tajwański producent elektrycznych samochodów z siedzibą w Hongkongu działający od 2011 roku.

## Historia

### Początki
Przedsiębiorstwo Thunder Power założone zostało w 2011 roku przez tajwańskiego biznesmena Wellena Shama, koncentrując się na rozwoju własnej konstrukcji zaawansowanych technicznie samochodów elektrycznych. Za siedzibę firma obrała Hongkong, jeszcze w roku założenia rozpoczynając prace nad swoim pierwszym pojazdem. Cztery lata później, jesienią 2015 roku podczas targów samochodowych IAA 2015 we Frankfurcie nad Menem Thunder Power przedstawiło swój pierwszy prototyp w postaci futurystycznie stylizowanego, czterodrzwiowego sedana o pełni elektrycznym napędzie. Równocześnie swoją premierę miała także wyczynowa odmiana w postaci studium spotowego, elektrycznego sedana Thunder Power Racer. Stylizacja pary studyjnych elektrycznych sedanów została dostrzeżona i doceniona przez włoskie studio projektowe Zagato.
Dwa lata później Thunder Power podczas IAA 2017 przedstawiło trzecie studium, tym razem zapowiadające kolejny produkcyjny model tajwańskiego przedsiębiorstwa w postaci elektrycznego SUV-a. W tym samym roku firma ogłosiła, że planuje uruchomić produkcję swoich seryjnych samochodów w zakładach w chińskim Kantonie. Ostatecznie powstało jednak tylko 448 przedprodukcyjnych egzemplarzy, które nie przełożyły się na uruchomienie seryjnej produkcji samochodu. Tajwańskie przedsiębiorstwo planowało także otwarcie centrum badawczo-rozwojowego w hiszpańskim regionie Katalonia.

### Dalsze plany
W październiku 2018 roku Thunder Power przedstawiło kolejny prototyp, tym razem miejskiego samochodu elektrycznego Chloe, który również nie wykroczył poza fazę prototypową - pomimo planów produkcji go w Belgii na potrzeby rynków Europy Zachodniej. Po długiej przerwie, pod koniec listopada 2021 roku Thunder Power ogłosiło obszerne plany wobec uruchomienia kolejnej fabryki samochodów w kolejnym chińskim mieście, Ganzhou.

## Modele samochodów

### Studyjne
- Thunder Power EV (2015)
- Thunder Power Racer (2015)
- Thunder Power SUV (2017)
- Thunder Power Chloe (2018)